# Emmesa blackmani
Emmesa blackmani is een keversoort uit de familie zwamspartelkevers (Melandryidae). De wetenschappelijke naam van de soort werd in 1927 gepubliceerd door Melville Harrison Hatch.